# 大崎台
大崎台（おおさきだい）は、千葉県佐倉市の町丁。現行行政地名は大崎台一丁目から大崎台五丁目。郵便番号285-0817。

## 地理
北から南は六崎、南西は太田、西は寺崎、北西に寺崎北に隣接している。

## 世帯数と人口
2017年（平成29年）10月31日現在の世帯数と人口は以下の通りである。
| 丁目         | 世帯数    | 人口    |
| ------------ | --------- | ------- |
| 大崎台一丁目 | 369世帯   | 617人   |
| 大崎台二丁目 | 472世帯   | 1,011人 |
| 大崎台三丁目 | 415世帯   | 920人   |
| 大崎台四丁目 | 546世帯   | 1,467人 |
| 大崎台五丁目 | 373世帯   | 925人   |
| 計           | 2,175世帯 | 4,940人 |

## 小・中学校の学区
市立小・中学校に通う場合、学区は以下の通りとなる。
| 地域         | 小学校             | 中学校             |
| ------------ | ------------------ | ------------------ |
| 大崎台一丁目 | 佐倉市立寺崎小学校 | 佐倉市立根郷中学校 |
| 大崎台二丁目 | 佐倉市立寺崎小学校 | 佐倉市立根郷中学校 |
| 大崎台三丁目 | 佐倉市立寺崎小学校 | 佐倉市立根郷中学校 |
| 大崎台四丁目 | 佐倉市立寺崎小学校 | 佐倉市立根郷中学校 |
| 大崎台五丁目 | 佐倉市立寺崎小学校 | 佐倉市立根郷中学校 |

## 施設

### 一丁目
- 大崎台一丁目町内会館
- 佐倉警察署佐倉駅前交番
- 佐倉駅南口郵便局
- 町田南公園
- 織戸公園

### 二丁目
- 大崎台二丁目町内会館
- 熊野神社
- 若宮台公園

### 三丁目
- 大崎台三丁目町内会館
- 前原公園

### 四丁目
- 佐倉市立寺崎小学校
- 根郷保育園
- 市立大崎台学童保育所
- 大崎台四丁目集会所
- 駒返公園
- 向原公園
- 城堀公園
- 大崎台一号緑地
- 大崎台二号緑地
- 大崎台三号緑地

### 五丁目
- 大崎台五丁目集会所
- 大崎台公園
- 上城堀公園

## 交通

### 鉄道
地内に鉄道駅はない。六崎にある総武本線佐倉駅が利用できる。

### 道路
- 主要地方道
  - 千葉県道65号佐倉印西線